# Lepidochrysops dukei
Lepidochrysops dukei är en fjärilsart som beskrevs av Cottrell 1965. Lepidochrysops dukei ingår i släktet Lepidochrysops och familjen juvelvingar. Inga underarter finns listade i Catalogue of Life.